# Кыпчаков, Абдулла
Абдулла́ Кыпча́ков (кирг. Абдулла Кыпчаков; 8 января 1918, село Караван — 2011 год, там же) — табаковод, звеньевой колхоза имени Кагановича Янги-Наукатского района Ошской области, Киргизская ССР. Герой Социалистического Труда (1950). Депутат Верховного Совета Киргизской ССР.

## Биография
Родился в 1918 году в крестьянской семье в селе Караван (ныне — в составе города Кызыл-Кия Баткенской области).
В 1943 году вступил в ВКП(б). С 1947 года возглавлял звено по возделыванию табака в колхозе имени Кагановича Янги-Наукатского района.
В 1949 году звено Абдуллы Кыпчакова собрало в среднем по 24,5 центнера табака на участке 3,5 гектаров. Указом Президиума Верховного Совета СССР от 29 мая 1950 года за выдающиеся трудовые достижения удостоен звания Героя Социалистического Труда с вручением ордена Ленина и золотой медали «Серп и Молот».
В 1951—1955 годах — председатель правления колхоза имени Орнок. В 1955—1959 годах работал председателем сельского совета имени Первого Мая, в 1959—1961 годах — зоотехником в совхозе «Кызыл-Кия».
В 1961—1971 гг. трудился председателем исполкома в Ак-Булакском сельском Совете, в 1971—1973 годы возглавлял Караванское отделение совхоза «Кызыл-Кия», а с 1973 по 1974 год работал в совхозе гидротехником.
С 1974 по 1979 год — председатель рабочего комитета совхоза «Кызыл-Кия».
С 1979 года — персональный пенсионер союзного значения. Проживал в родном селе Караван.
Скончался в 2011 году.